# Garderob

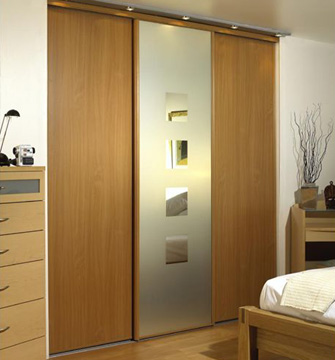
En modern garderob

Garderob (av franska garde-robe, ”klädskydd”; garde, ”bevara" och robe, ”klänning”) är en förvaringsplats för främst kläder. I garderoben förvaras ibland även skor, huvudbonader, lakan eller städartiklar (se städskåp). Garderoben består av ett högt skåp eller eventuellt ett rum. Det sistnämnda är vanligt i vissa offentliga miljöer som exempelvis på en krog eller en restaurang. Där avser garderoben ett rum för tillfällig förvaring av gästernas ytterplagg och andra attiraljer som gästen inte får eller vill ta med sig in i huvudlokalen, ibland mot en smärre avgift. På arbetsplatser brukar det annars talas om klädförråd eller linneförråd och där kan det förvaras arbetskläder, sängkläder, handdukar och annat som används på arbetsplatsen. I hemmet kallas rummet avsett för förvaring ofta för klädkammare. Förutom förvaring kan större klädkammare vid behov användas som extrarum.
Förr var det i hushållen vanligt med särskilda linneskåp, där hemtextilier skulle förvaras. Nu för tiden förvaras ofta hemtextilierna i garderober med hyllplan eller i byrålådor istället.
Garderob används också som omskrivning för en uppsättning av kläder.

## Överförda betydelser
- Ordet "garderob" används också som benämning på en hbt-persons låtsade identitet som heterosexuell, se komma ut ur garderoben.
- Att ha skelett i garderoben är ett idomatiskt uttryck för att ha hemligheter som kan vålla skada för personen i fråga om de kommer fram.